# 46e brigade aéromobile
Pour les articles homonymes, voir 46e brigade.
La 46e brigade aéromobile (ukrainien : 46-ша окрема аеромобільна бригада, abrégé en 46 ОАеМБр ; numéro d'unité militaire A4350) est une grande unité des Forces d'assaut aérien ukrainiennes.

## Historique

### Invasion russe de l'Ukraine

#### Création
La 46e brigade d'assaut aérien est mise sur pied à partir du 23 décembre 2016 à Poltava. En 2017, 2019 et 2020, ses unités font leur période de rotation sur le front de la guerre du Donbass,. En réalité, l'unité est démobilisée et n'existe plus que sur le papier. Au début de l'invasion russe de l'Ukraine, la 46e aéromobile est en fait réduite à un bataillon. Une partie de celui-ci est issue d'un bataillon de la 95e brigade d'assaut aérien qui a été formé au début de la guerre à partir d'unités auxiliaires et de volontaires retirés qui ont participé à la bataille de Makariv. Les nouvelles recrues de la brigade bénéficient d'entrainements au Royaume-Uni, rapportant des véhicules Wolfhound et Husky (en), tandis que la brigade change son nom d'unité d'assaut aérien en brigade aéromobile.

#### Front de Kherson (juillet - novembre 2022)
À partir de juillet 2022, la brigade est déployée dans l'oblast de Kherson sur la rive occidentale du Dniepr. Elle passe d'abord deux semaines aux côtés de la 60e brigade d'infanterie dans la zone de Kryvyï Rih avant d'être déplacée à l'ouest de Davydiv Brid. La brigade reçoit l'objectif d'établir une tête de pont entre Velyke Artakove et Bila Krynytsya de l'autre côté de la rivière Inhoulets. Le but est de créer les conditions préalables à une future contre-offensive. Le 25 juillet, des éléments des 2e et 3e bataillons sont impliqués dans de violents combats à Bilohirka (oblast de Kherson) (en) sur la rive gauche de la rivière, et subissent des pertes,. Les combats pour le contrôle de Bilohirka et pour la forêt avoisinante renommée "forêt de Sherwood" se poursuivent en août durant lesquels la brigade parvient à élargir la tête de pont. À partir du 29 août, elle participe à la contre-offensive de Kherson. Aux côtés des 35e brigade, 36e brigade d'infanterie navale et de la 24e brigade mécanisée, elle attaque le long de la rivière Inhoulets face aux VDV russes. Ils tentent ensuite de couper la voie de ravitaillement qui mène à Davydiv Brid. Un quatrième bataillon est créé durant la contre-offensive et vient renforcer les trois précédents. Les ukrainiens butent sur Sukhyi Stavok (uk) dès le 30 août où ils sont retenus par la 76e division d'assaut aéroporté et la 83e brigade d'assaut aéroporté durant tout le mois de septembre. Après la percée de Doudtchany, la brigade participe à la libération de Davydiv Brid. Le 4 octobre, la brigade libère Mala Oleksandrivka. Après le début du retrait russe de Kherson le 11 novembre, la 46e passe plusieurs jours dans le secteur puis est temporairement retirée du front.

#### Bataille de Bakhmout (décembre 2022 - avril 2023)
Le 6 décembre 2022, la 46e brigade reçoit la distinction Pour le Courage et la Bravoure. Au début de ce même mois, la brigade est redéployée et participe durant l'hiver 2022-2023 à la défense de Bakhmout. Les 2e et 3e bataillons défendent l'intérieur de la ville. Le 1er est positionné autour de Kurdyumivka (en) et Ozarianivka (uk) sous la subordination de la 28e brigade mécanisée et mène des contre-attaques pour récupérer des positions perdues autour du canal. Le 4e bataillon entre un peu plus tard à Soledar prenant positions autour des usines Siniat et celle de champagnes. Mi-décembre, le 3e bataillon mène des contre-attaques dans la banlieue résidentielle de Bakhmout. La majorité de la brigade à l'exception du 1er bataillon bascule ensuite à Soledar au 31 décembre alors qu'une partie de la ville est sous contrôle des Russes au plus fort des combats. Elle subit en première ligne les assauts incessants des troupes du groupe Wagner,. Ils passent deux semaines en violents combats jusqu'à la prise de la ville le 16 janvier date à laquelle ils se replient sur Blahodatne. Le 2e bataillon est déplacé à Yakovlika pour soutenir des éléments de la 10e brigade d'assaut de montagne. Fin février, la brigade passe à l'arrière, le 1er bataillon transférant ses positions à la 60e brigade mécanisée. En mars 2023, la publication du témoignage très pessimiste (insistant sur les lourdes pertes, la médiocrité des recrues et le manque d'armes) d'un commandant de bataillon de la 46e a comme conséquence sa rétrogradation et sa démission.

#### Contre-offensive de Zaporijjia (août - octobre 2023)
En août 2023, la 46e brigade participe à la contre-offensive ukrainienne. Elle est engagée au moment de la prise de Robotyne (dans l'oblast de Zaporijjia), flanquée à l'ouest par la 47e brigade mécanisée qui à ouvert une brêche, et à l'est par la 82e brigade d'assaut aérien. La 46e connaît ses plus lourdes pertes lors de la prise du village en août. Les deux brigades de parachutistes abordent la deuxième ligne de défense lourdement fortifiée et tentent de percer le front russe, la 46e sur Novoprokopivka et la 82e appuyée par le 3e bataillon sur Verbove. Les combats sont difficiles, la brigade prend d'assaut les positions russes qui change de mains régulièrement, confrontés à des contre-attaques constantes. Deux pelotons du 2e bataillon parviennent à atteindre les premières rues de Novoprokopivka mais sont répoussés par une contre-attaque russe impliquant une dizaine de chars. La contre-offensive se poursuit sans succès jusqu'au mois d'octobre.

#### Secteur de Marinka - Kourakhove (depuis décembre 2023)
À partir de la fin novembre 2023, la brigade est progressivement déployée dans la ville ravagée de Marïnka pour renforcer la 79e brigade d'assaut aérien en difficulté face aux offensives russes d'ampleur sur la ville qui est finalement conquise le 25 décembre. La 46e prend alors le relai de la 79e à l'ouest de Marinka devant les localités de Heorhiivka (raïon de Pokrovsk) (en). Au cours du mois de janvier 2024, la brigade parvient temporairement à freiner la poussée. Pendant plusieurs mois les unités Russes de la 20e et 150e division de fusiliers motorisés sont bloquées sur le petit kilomètre entre Marinka et Heorhiivka et subissent des pertes. Ils parviennent toutefois à s'emparer d'Heorhiivka en juin 2024. Ils poursuivent leurs assauts sur Maksymil'yanivka (uk) dernières commune avant Kourakhove (20 000 habitants avant la guerre). À la mi-septembre 2024, la brigade, appuyée par le 21e bataillon de la Brigade présidentielle et des éléments de la 59e brigade motorisée, repoussent deux assauts majeurs comprenant 46 et 52 véhicules de combat depuis Krasnohorivka, infligeant des pertes importantes aux unités mécanisées russes. La brigade continue à défendre le secteur de Kourakhove, détruisant de nombreux véhicules ennemis. Cependant, à la mi-novembre, les troupes russes, en particulier celles des 5e et 110e brigades de fusiliers motorisés, parviennent à atteindre la banlieue est de la ville,. Dans les semaines suivantes, les forces russes maintiennent la pression sur Kourakhove à la fois par le nord et par l'est, forçant la brigade à se retirer progressivement vers l'ouest au cours du mois de décembre. Au cours de la première semaine de janvier, la ville tombe entièrement aux mains des Russes et la brigade s'installe près du village de Dachne dans une étroite poche de moins de 5km de large entre les rivières Vovtcha et Sukhi et Yaly.

## Structure et équipements

### Composition

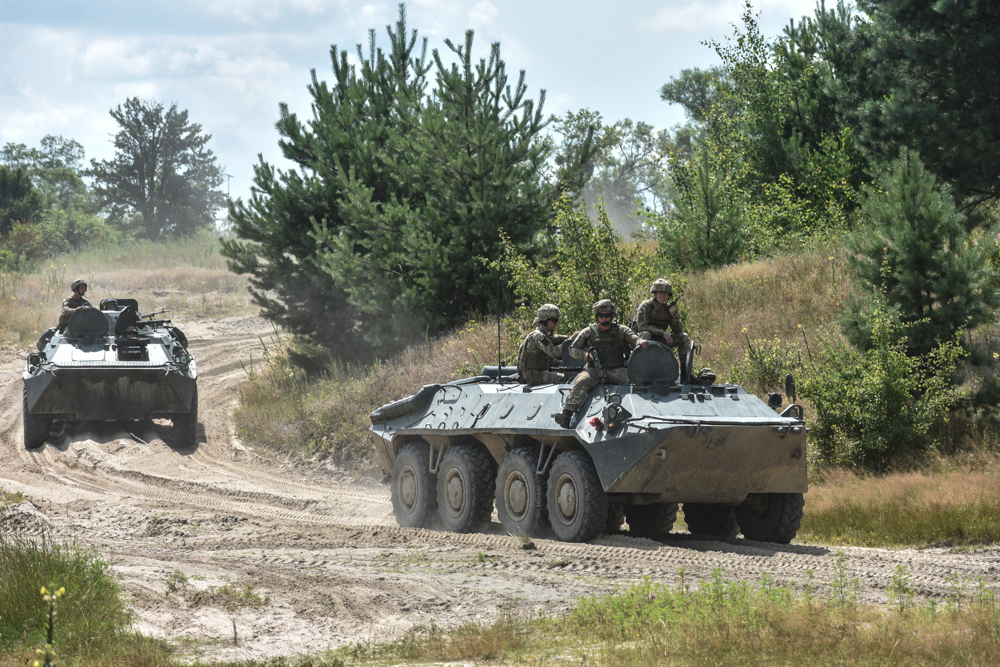
Des BTR-70 lors des exercices de juillet 2019.

- État-major de la brigade ;
  - 
    -  Compagnie de protection du QG ;
    -  unité de recrutement[26] ;

  -  1er bataillon aéromobile ;
  -  2e bataillon aéromobile ;
  -  3e bataillon aéromobile ;
  -  4e bataillon aéromobile ;
  -  compagnie de chars (des T-80[réf. nécessaire]) ;
  -  groupe d'artillerie de la brigade[27] :
    - 
      -  État-major (штаб) du groupe d'artillerie ;
      -  batterie de contrôle et d'acquisition de cibles ;

    -  1er bataillon d'artillerie automotrice ;
    -  2e bataillon d'artillerie automotrice ;
    -  bataillon de lance-roquettes multiples ;
    -  bataillon anti-char ;

  -  bataillon de défense antiaérienne ;
  -  compagnie de systèmes aériens d'attaque sans pilote ;
  -  compagnie de reconnaissance ;
  -  bataillon du génie ;
  -  compagnie de logistique ;
  -  compagnie de maintenance ;
  -  compagnie de transmissions ;
  -  compagnie de guerre électronique ;
  -  compagnie médicale (soins et évacuation) ;
  -  compagnie de protection NBC.

### Équipements
- compagnie de chars : T-80BV
- quatre bataillons aéromboiles dôtés de blindés de transport de troupes VAB livrés par la France, blindés légers Husky (en) britanniques et Humvees américains, MRAP Wolfhound britanniques
- groupe d'artillerie : avec des pièces 2S1 Gvozdika, obusier M102 de 105 mm[28],[29] livrés par les États-Unis, BM-21 Grad.
- Bataillon du génie : doté de chars de déminage UR-77 soviétiques

Auparavant la brigade disposait de véhicules BTR-80, BTR-70 et de BMP-1.